# 집념 (드라마)
《집념》은 MBC에서 1975년 9월 22일부터 1976년 4월 9일까지 방영된 문화방송 일일연속사극이다.

## 등장 인물

### 주요 인물
- 김무생 : 허준 역[3]
- 전양자 : 초연 역[2]
- 이효춘[2]
- 정혜선 : 허준의 어머니 손씨 역

### 그 외 인물
- 이영후 : 허륜 역 - 허준의 아버지
- 송재호
- 김호정
- 이순재[3]
- 홍성민
- 국정환
- 한인수
- 김영옥
- 김호영
- 이계인
- 한성전

### 특별출연
- 최불암
- 전운
- 박규채

## 참고 사항
- 이은성 작가는 이 극본을 토대로 《소설 동의보감》을 전 4권 분량으로 발간하려고 했으나, 3권을 집필 후 마지막 부분을 완성하지 못한 채 별세했다.
  - 따라서 이 소설에는 임진왜란으로 선조의 몽진 정도까지만 이야기가 있고 허준이 동의보감을 저술한 부분은 빠져 있다.
  - 그러나 이 소설은 독자들에게 큰 인기를 끌게 되고 이런 유의 소설로는 이례적으로 문학 평론가 이남호의 호평을 받는다.
- 《집념》은 《동의보감》 (허준 - 서인석 분)과 《허준》 (허준 - 전광렬 분)의 전신이라고 볼 수 있다.[2]

## 수상
- 1976년 제12회 백상예술대상 TV부문 작품상
- 1976년 제12회 백상예술대상 TV부문 남자 최우수연기상 - 김무생